# 白乳菇
白乳菇（學名：Lactifluus piperatus）是多汁乳菇屬的一種真菌，最早於1753年由林奈發表於《植物種志》，當時被歸入傘菌屬，種小名piperatus意為「辣的」；1797年克里斯蒂安·亨德里克·珀森建立新屬乳菇屬，並以本種其模式種。2010年代乳菇屬基於分子證據被拆分後，多汁乳菇屬被分成一個獨立的屬，並以白乳菇為模式種，原乳菇屬的模式種則改為絨毛乳菇。
白乳菇的蕈傘直徑為6—16公分，呈乳白色；蕈柄為白色，外表光滑，長3—7公分，粗2—3公分 ；本種與乳菇屬、多汁乳菇屬其他物種一樣具有白色乳汁；孢子印為白色，擔孢子呈橢圓形，長6.5—9.5微米，寬5—8微米，表面並具突起。紅菇屬的大白菇與本種外形相似，但蕈褶型態與本種的不同，且不具乳汁 。
白乳菇分布於歐洲與北美洲等北半球溫帶地區（但北美洲的族群可能是另一獨立物種），常生長在水青岡樹下方，並已被引入澳洲。本種可能有一定毒性，但仍常在東歐被食用，生食時可能會刺激嘴唇與舌頭。歐亞紅松鼠也會以本種為食。另外白乳菇因可合成植物激素生長素，可用於扦插時促進樹木發根。19世紀時本種曾被作為結核病的偏方藥物，但並不具療效；近期有研究指本種具抗病毒能力，可能用於治療病毒疣。